# ナタリア・アラウージョ
ナタリア・アラウージョ（Natália Araújo、1997年4月10日 - ）は、ブラジルの女子バレーボール選手。ブラジル代表。

## 来歴

### クラブチーム
グアルーリョス出身。2011年、ADC Bradescoへ入団。2016年、Sesi São Pauloへ移籍し1シーズンプレーした。2017年、Barueri Volleyball Clubへ移籍。2017/18シーズンのブラジル・スーパーリーガで5位となった。2019年、Sesc-RJ/Flamengoへ入団。3年間在籍し、2021/22シーズンのブラジル・スーパーリーガで4位となった。2022/23シーズンはオザスコ、2023年からプライア・クルーベでプレーしている。

### 代表チーム
アンダーカテゴリーの代表として2017年のU-23世界選手権に出場した。2018年、ブラジル代表に初選出された。2019年、ネーションズリーグで銀メダルを獲得した。2022年、再び代表選出されると同年のネーションズリーグと世界選手権で銀メダルを獲得した。

## 球歴
- オリンピック - 2024年
- 世界選手権 - 2022年
- ネーションズリーグ - 2019年、2022年

## 所属クラブ
- ADC Bradesco（2011-2016年）
- Seleção Paulista（2013-2014年）
- Sesi São Paulo（2016-2017年）
- バルエリ バレーボールクラブ（2017-2019年）
- Sesc-RJ/Flamengo（2019-2022年）
- オザスコ（2022-2023年）
- プライア・クルーベ（2023-）